# Julius Friedländer
Julius Friedländer (Berlino, 25 giugno 1813 – Berlino, 14 aprile 1884) è stato un numismatico tedesco.

## Biografia
Compì i suoi studi nelle Università di Bonn e di Berlino, viaggiò in Italia nel 1838 e nel 1839 ed ottenne un impiego nella Königliche Sammlung der antiken Münzen (Reale collezione di monete antiche) a Berlino.
Con le sostanziali acquisizioni effettuate nei suoi nuovi viaggi in Italia pose le basi per l'importanza del Münzkabinett (Gabinetto numismatico) del Berliner Museum, di cui divenne direttore nel 1854 e che sviluppò grazie all'acquisizione di rilevanti collezioni (come quella del gen. Fox a Londra nel 1873, e quella del Graf (conte) Prokesch a Graz nel 1875), con le pubblicazioni, con un'appropriata sistemazione ed uso dei fondi.

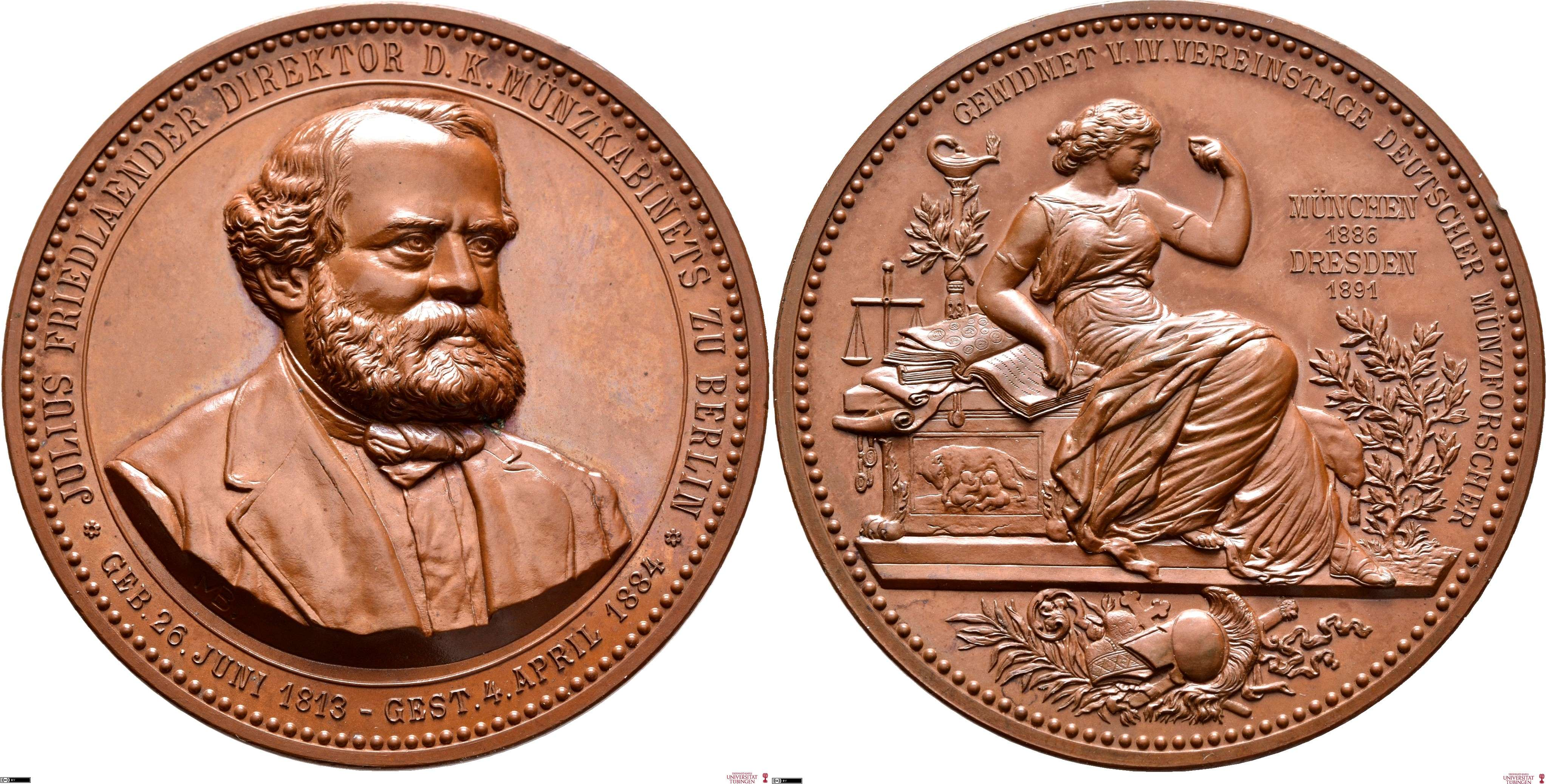
Medaglia commemorativa di Julius Friedlaender (1891)

Divenne membro della Accademia delle scienze prussiana nel 1872.
Nel 1891, in occasione del 5º congresso dei numismatici tedeschi, gli venne dedicata una medaglia.

## Opere
Scrisse numerosi articoli in varie riviste: 
Die Münzen der Ostgoten (Le monete degli Ostrogoti); Berlino 1844
Die oskischen Münzen (Le monete osche), con 10 Tavole; Lipsia, 1850
Das königliche Münzkabinettː Geschichte und Übersicht der Sammlung (Il reale gabinetto numismatico) assieme a von Sallet, Berlino, 1877
Die italienischen Schaumünzen des 15. Jahrhunderts (Le monete italiane del XV secolo) nel 1880-82, in 4 volumi e 42 tavole eliografiche
Dai suoi appunti fu compilato un Repertorium zur antiken Numismatik, una complessa bibliografia sulla numismatica, suddivisa per argomento. Fu pubblicato a Berlino nel 1885 a cura di Rudolf Weil, in appendice al testo Description des médailles antiques di Mionnet.